# Alcázar de San Juan
Alcázar de San Juan község Spanyolországban, Ciudad Real tartományban. Alcázar de San Juan Argamasilla de Alba, Campo de Criptana, Manzanares, Villafranca de los Caballeros, Herencia, Quero és Llanos del Caudillo községekkel határos. Lakosainak száma 31 382 fő (2024).

## Nevezetességek
A település közelében, egy kis dombon találhatók az Alcázar de San Juan-i szélmalmok: ma négy darab látható belőlük, kettőben egy kis múzeumot rendeztek be.

## Népesség
A település népessége az elmúlt években az alábbi módon változott:
| Lakosok száma | 26 402 | 28 199 | 29 625 | 30 675 | 31 652 | 31 650 | 30 967 | 30 576 | 30 548 | 31 382 |
|               | 2001   | 2004   | 2006   | 2009   | 2011   | 2014   | 2016   | 2019   | 2021   | 2024   |